# Antoine Ponchin
Pour les articles homonymes, voir Famille Ponchin.
Antoine Marius Simon Ponchin, né le 29 octobre 1872 à Marseille, et mort le 15 décembre 1933 dans le 18e arrondissement de Paris, est un peintre français.

## Biographie

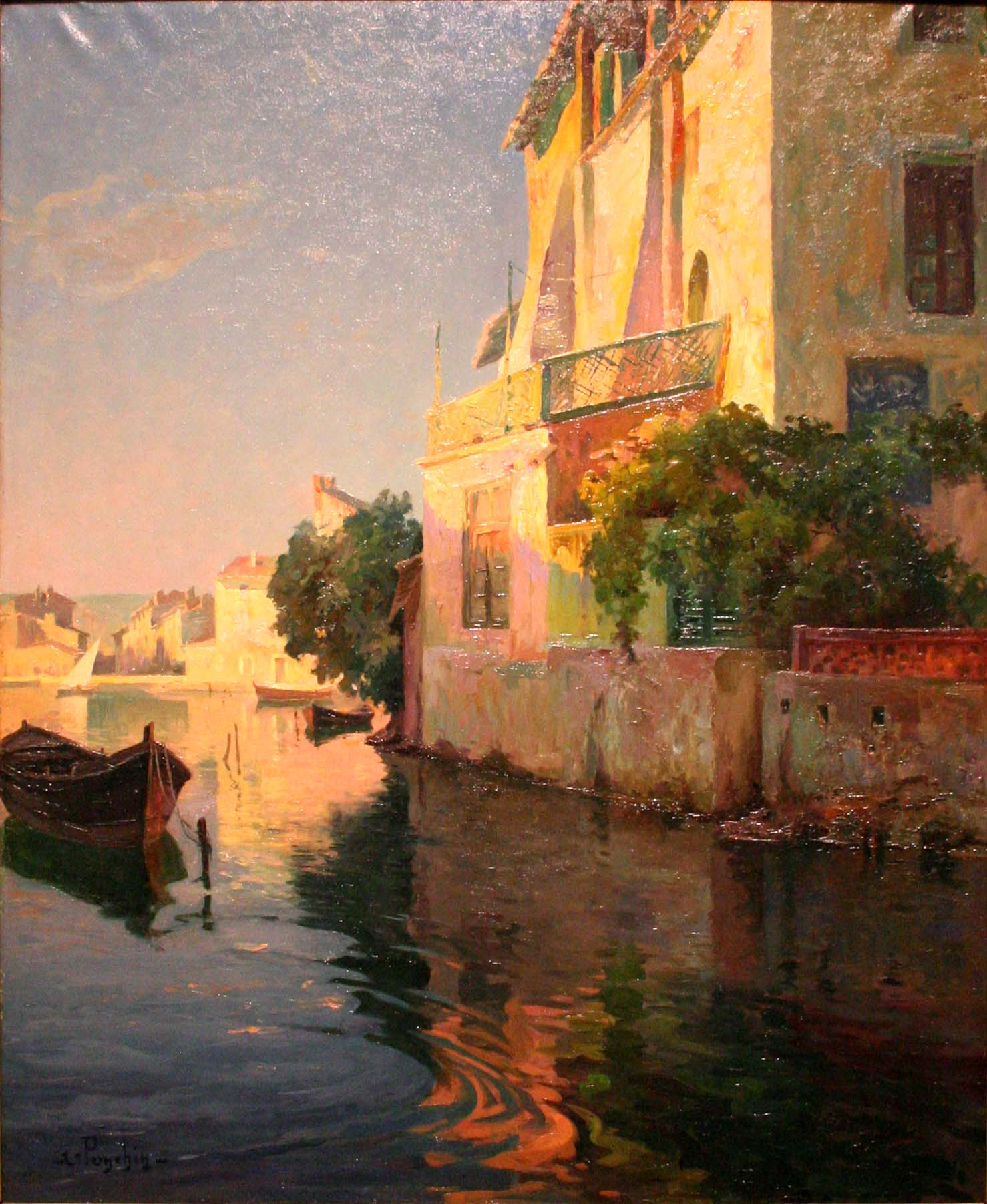
Maisons sur l'eau, musée des Beaux-Arts de Nîmes

Antoine Ponchin est le fils du peintre Joseph Marius Ponchin et de Françoise Élisabeth Victorine Moulin. Son propre fils, Joseph Henri Ponchin, sera également artiste peintre. 
Antoine Ponchin est l'élève de Théophile Henri Décanis (1847-1917), Julien Gustave Gagliardini (1846-1927) et de Jean-Baptiste Olive (1848-1936). Il expose au Salon des artistes français de 1893 à 1933 et obtient une mention honorable en 1904 (Vieux moulin sur le Morin), une médaille de 3e classe et le prix Raigecourt-Goyon en 1906 (Soleil du soir, étang de Berre et Paysage), puis une médaille de 2e classe en 1910 (Cyprès de Provence et Étang de Carronte).
Après avoir participé à l'Exposition maritime internationale de 1907 de Bordeaux, l'exposition coloniale de Marseille de 1922 et avoir été lauréat, la même année, du prix de l'Indochine, il est envoyé en mission à Hanoï par le ministère des colonies du 4 octobre 1922 au 6 mai 1923. Son fils Jos Henri l'accompagne et ensemble ils décorent le lycée Albert-Sarraut de Hanoï . La réussite de sa mission lui permet d'être proposé par le ministre des colonies au grade de chevalier de la Légion d'honneur.
Il meurt le 15 décembre 1933 dans le 18e arrondissement de Paris.

## Œuvres dans les collections publiques
- Chambéry, musée des beaux-arts : Marine[4].
- Nîmes, musée des beaux-arts : Maisons sur l'eau
- Rouen, musée des beaux-arts : Vue de Venise[5].

## Distinction
Antoine Ponchin est nommé chevalier dans l'ordre national de la Légion d'honneur en 1923.

## Pour approfondir